# Kutum
Das Kutumfeld ist ein vulkanisches Feld im Norden der Darfurregion im Westen des Sudan.
Das Kutumfeld, das aus Basaltkegeln besteht, befindet sich westlich des größeren Meidobfelds. Wie andere vulkanische Felder in der Sahara besteht das Kutumfeld aus sehr gut erhaltenen Kegeln, Blocklava und Kratern, die wahrscheinlich aus Spätpleistozän oder dem Holozän stammen. Nachgewiesen wurden Steine aus dem Tertiär aus dem Tagabofeld.